# Vivallen
Vivallen är ett gravfält beläget i nedre delen av fjället Lill-Skarvens östsluttning, fem kilometer nordväst om Funäsdalen i Härjedalen. Gravfältet har daterats till 1000- och 1100-talen. Det omfattar 21 kända gravar med lämningar efter 19 personer som begravts inlindade i björknäver samt en stor mängd föremål. 70 meter nordväst om gravfältet finns lämningar efter en boplats som är samtida med gravarna. På boplatsen finns rester av två fasta kåtor samt ben efter ren, får eller get samt nötkreatur. Både gravfältet och boplatsen anses vara samiska.

## Etymologi
När gravfältet på Vivallen upptäcktes 1909 antogs ortnamnet ha att göra med vi i betydelsen offerplats. Idag tror man i stället att vi är en dialektal form av  vide .

## Upptäckt och utgrävningshistoria
Gravfältet på Vivallen upptäcktes sommaren 1909 av Hans Berg, som var bosatt på den tidigare fäboden. I samband med grävningsarbeten utanför boningshuset hittade han fyra kranier, några ben och fyra föremål. Kranierna skickades in till Statens historiska museum av handlaren Erik Fundin, grundare av Härjedalens fornminnesförening. När grävningarna fortsattes sommaren därpå hittades ytterligare skelett. Erik Fundin förmådde innehavaren att ställa in arbetena och stod därefter i fortlöpande kontakt med Riksantikvarien för att försöka få till stånd en sakkunnig utgrävning.
I oktober 1913 genomförde Gustaf Hallström utgrävningar på Vivallen. Han fann då 16 säkra gravar, fyra misstänka gravar och två gropar samt en stor mängd föremål. När förnyade undersökningar gjordes 1986 under ledning av Inger Zachrisson hittades ytterligare en grav på Vivallen med hjälp av georadar. I närheten påträffades dessutom en boplats som var samtida med gravarna.

## Gravarna

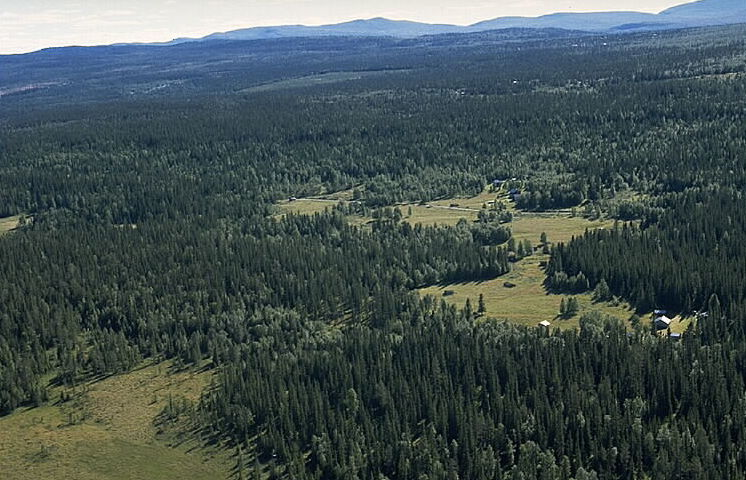
Flygfoto över Vivallen från 1996.

Gravarna på Vivallen låg under flat mark, alltså utan synliga markeringar ovan jord. Sammanlagt har 21 gravar hittats, merparten ordnade i två rader men två liggande avsides från de övriga. De flesta gravarna hade huvudändan mot NNO och fotändan mot SSV. De döda låg som regel på sidan och var hårt inlindade i björknäver. Det fanns inga spår av kistor eller av brand och inte heller något som kan kopplas till kristna seder. Mänskliga rester har hittats i 19 av gravarna, ibland bara i form av några tänder. Både män och kvinnor har begravts på Vivallen.

### Föremål
En mängd föremål har hittats i gravarna, både dräktdetaljer, smycken och gravgåvor. Där fanns spännen som hållit samman kläder, fingerringar, pärlor av glas, bärnsten, brons, tenn och bergkristall samt äkta sötvattenspärlor, hängen av kopparbleck, bältesbeslag, nålhus, mynt och två nycklar. Där fanns pilspetsar, en yxa och knivar av järn. Där fanns eldstål och ett bryne. Rester av päls har kunnat artbestämmas till mård.
De daterbara föremålen i gravarna är från 1000- och 1100-talen, troligen med en tyngdpunkt på 1100-talet. Föremålen kommer från olika håll – från nordost (norra Skandinavien, Finland och Ryssland), sydost (Östersjöområde och södra Skandinavien) och väster (Norge).

### Dräkter
Textilier har hittats i sju gravar, varav fem innehöll sådana mängder att de har kunnat analyseras. Materialet är huvudsakligen ylleväv, både tuskaft och fyrskaft, men också linne. Männen verkar ha burit den dräkt som var vanlig inom det angränsande germanska området (Skandinavien, Finland, östra Baltikum och Gotland) under yngre järnålder. Upptill bars en skjorta eller kolt och nedtill vida, knä- eller ankellånga byxor. Utanpå detta bars en livrock eller mantel med bälte. Kvinnodräkterna är svårare att tolka men saknar de spännen nedanför axlarna som var typiska för kvinnodräkter inom det germanska området.

## Boplatsen
När Vivallen undersöktes på nytt i mitten av 1980-talet eftersöktes också boplatser i omgivningarna. Omkring 70 meter nordväst om gravfältet hittades ett boplatsområde med två härdar av samisk typ. Härdarna var belägna inom var sin så kallad tomtning. En av dessa grävdes ut och befanns vara lämningar efter en fast kåta vars väggar varit täckta av torv. Fem prover av kol och ben från härdarna har daterats med kol-14-metoden. Det äldsta provet har daterats till 689–1159 e.Kr. det yngsta till 1219–1397 e.Kr. (samtliga värden kalibrerade).

### Matrester
I anslutning till boplatsen vid Vivallen har en hel del djurben hittats. Det är ben av ren, får eller get samt nötkreatur. Renarna har varit fullvuxna, stora djur, sannolikt vildrenar. Benen av får och get kommer från hela kropparna, vilket visar att djuren slaktats på plats och troligen också levt där. Av nötkreatur har bara en tand hittats.

## Etnicitet
När Gustaf Hallström analyserade fynden från Vivallen drog han slutsatsen att gravfältet, trots inslag av några typiskt samiska föremål, hade anlagts av en koloni svenskar som vistats på platsen för att bedriva handel.
Efter 1980-talets förnyade utgrävningar slog Inger Zachrisson fast att gravarna måste ha anlagts av samer. Att begrava sina döda obrända under flat mark har varit ett traditionellt samiskt gravskick. Svepningen i näver är också karaktäristisk för samiska gravar åtminstone från järnåldern och framåt. Kombinationen av föremålstyper från västra och södra Skandinavien och från områden längre österut liknar vad man hittar på samiska offerfyndplatser från samma tid. Pilspetsarna är av en typ som allmänt anses vara samiska.
Undersökningar av det mänskliga benmaterialet har tolkats som att de som begravts på Vivallen varit individer av både samisk och svensk härkomst.
Uppfattningen att Vivallen är ett samiskt gravfält förefaller nu vara allmänt accepterad.